# Olasz szobrászművészek listája
| Ábécé szerinti tartalomjegyzék                                                                           |
| --- |
| A, Á B C Cs D Dz Dzs E, É F G Gy H I, Í J K L Ly M N Ny O, Ó Ö, Ő P Q R S Sz T Ty U, Ú Ü, Ű V W X Y Z Zs |

Híres olasz szobrászművészek:

## A
- Antonio Abondio (Riva del Garda, 1538 - Bécs, 1591)
- Luigi Acquisti (Forlì, 1745 - Bologna, 1823)
- Agostino di Duccio (Firenze, 1418 - Perugia, ?)
- Edoardo Alfieri (Foggia, 1913 - Genova, 1997)
- Alessandro Algardi (Bologna, 1598 - Róma, 1654)
- Giovanni Antonio Amadeo (Pavia, 1447 - Milánó, 1522)
- Bartolomeo Ammannati (Settignano, 1511 - 1592)
- Rosario Anastasi (Acireale, 1806 - Acireale, 1876)
- Libero Andreotti (Pescia, 1875 - Firenze, 1933)
- Benedetto Antelami (Val d'Intelvi, 1150 - 1230)
- Adolfo Apolloni (Róma, 1855 - Róma, 1923)
- Marco Appicciafuoco (Teramo, 1970)
- Antonio Maria Aprile (Carona - Genova)
- Alberto Arnoldi (14. század)
- Arnolfo di Cambio (Colle di Val d'Elsa - † 1302)
- Baccio da Montelupo (Montelupo Fiorentino, 1469 - Lucca, 1523)

## B
- Alfredo Bai (Torino, 1913–)
- Baccio Bandinelli (Firenze, 1488 - Firenze, 1560)
- Giovanni Bandini (Firenze, 1540 - 1599)
- Costantino Barbella (Chieti, 1852 - Róma, 1925)
- Eugenio Baroni (Taranto, 1880 - Genova, 1935)
- Lorenzo Bartolini (Savignano, 1777 - Firenze, 1850)
- Nanni di Bartolo ()
- Giovanni Battagio (Lodi)
- Bartolomeo Bellano (Padova, 1434 - 1473)
- Toni Benetton (Treviso, 1910 - Treviso, 1996)
- Martino Benzoni (Milánó - Milánó)
- Pietro Bernini (Sesto, 1562 - Róma, 1629)
- Valentino Panciera Besarel (Astragàl di Zoldo, 1829 - Velence, 1902)
- Biduino ()
- Leonardo Bistolfi (Casale Monferrato, 1859 - La Loggia, 1933)
- Sanzio Blasi (Ancona, 1895 - Ancona, 1972)
- Pasquale Bocciardo (Genova - Genova)
- Floriano Bodini (Gemonio, 1933 - Milánó, 2005)
- Andrea Bolgi (Carrara, 1605 – Nápoly, 1656)
- Pietro Bracci (Róma, 1700 - Róma, 1773)
- Andrea Bregno (Osteno - Róma, † 1503)
- Antonio Bregno (Osteno - Velence)
- Giovanni Battista Bregno (Osteno - Velence)
- Lorenzo Bregno (Osteno - Velence)
- Andrea Briosco (Padova - Padova, † 1532)
- Benedetto Briosco (Pavia - Pavia)
- Piero Brolis (Bergamo, 1920 - Bergamo, 1978)
- Rembrandt Bugatti (Milánó, 1884 - Párizs, 1916)
- Santi Buglioni (1494–1576)
- Giovanni Battista Caccini (Montopoli, 1556 - Firenze, 1613)

## C
- Pietro Canonica (Moncalieri, 1869 - Róma, 1959)
- Antonio Canova (Possagno, 1757 - Velence, 1822)
- Luigi Capponi (Osteno - Róma)
- Alessandro da Caravaggio (Caravaggio)
- Antonio da Caravaggio (Caravaggio)
- Andrea Cariello (Padula, 1807 - 1870)
- Arturo Carmassi (Lucca, 1925–)
- Marco Casagrande (Miane, 1804 - Cison di Valmarino, 1880)
- Andrea Cascella (Pescara, 1920 - Milánó, 1990)
- Pietro Cascella (Pescara, 1921–)
- Maurizio Cattelan (Padova, 1960–)
- Bartolomeo Cavaceppi (Róma, 1716 - 1799)
- Alik Cavaliere (Róma, 1926 - Milánó, 1998)
- Luchino Cernuschi (Milánó - Milánó, † 1480)
- Valerio Cioli (1529–1599)
- Bernardo Ciuffagni (Firenze, 1381 - 1475)
- Matteo Civitali (Lucca, 1436 - Lucca, 1502)
- Pietro Consagra (Mazara del Vallo, 1920 - Milánó, 2005)
- Andrea Sansovino (Monte San Savino, 1460 - Monte San Savino, 1523)
- Agostino Cornacchini (Pescia, 1686 - Róma, 1754)

## D
- Giovanni d'Ambrogio ()
- Vincenzo Danti (1530-1576)
- Nicola D'Antino (Caramanico Terme, 1880 - Róma, 1966)
- Alessandro D'Este (Róma, 1783 - Róma, 1826)
- Giovanni De Angelis (Ischia, 1938–)
- Aurelio De Felice (Torreorsina, 1915 - Torreorsina, 1996)
- Vincenzo de' Rossi (Fiesole, 1525 - Firenze, 1587)
- Antonio della Porta (Osteno, 1473 - Porlezza, 1519)
- Giovanni della Robbia (1469–1529)
- Filippo della Valle (Firenze, 1698 - Róma, 1768)
- Pietro della Vedova (Rima, 1831 - 1898)
- Francesco di Giorgio Martini (Siena, 1439 - Siena, 1501)
- Giovanni da Nola (Nola, 1488 - Nápoly, 1558)
- Giuliano da Maiano (Maiano, 1432 - Nápoly, 1490)
- Lorenzo da Mortara (Mortara - Mortara ?)
- Mino da Fiesole (Fiesole, 1429 - Firenze, 1484)
- Romolo del Tadda (1544–1621)
- Tino di Camaino (Siena - Nápoly)
- Donatello (Firenze, 1386 - Firenze, 1466)

## F
- Agenore Fabbri (Pistoia, 1911 - Savona, 1998)
- Odoardo Fantacchiotti (Róma, 1809 - Firenze, 1877)
- Andrea Fantoni (Rovetta, 1659 - Bergamo, 1734)
- Cosimo Fanzago (Clusone, 1591 - Nápoly, 1678)
- Pericle Fazzini (Grottammare, 1913 - Róma, 1987)
- Pio Fedi (Viterbo, 1816 - Firenze, 1892)
- Francesco di Simone Ferrucci (Fiesole, 1437 - Firenze, 1493)
- Carlo Finelli (Carrara, 1785 - Róma, 1853)
- Giovan Battista Foggini (Firenze, 1652 - Firenze, 1737)
- Andrea Fusina (Fusine ? - Milánó ?)

## G
- Giuseppe Gaggini (Genova, 1791 - Genova, 1867)
- Pace Gaggini (Bissone - Genova)
- Antonello Gagini (Palermo, 1478 - Palermo, 1536)
- Domenico Gagini (Bissone, 1420 - Palermo, 1492)
- Silvio Gazzaniga (Milánó, 1921–)
- Tommaso Geraci (Sclafani Bagni, n. 1931)
- Lorenzo Ghiberti (Pelago, 1378 - Firenze, 1455)
- Carlo Giovannoni (La Spezia, 1915 - 1997)
- Ugo Adriano Graziotti (Carpenedolo, 1912 - Castenedolo, 1994)
- Michele Guerrisi (Cittanova, 1893 - Róma, 1963)

## J
- Pier Paolo Jacometti (Recanati - Recanati, † 1658)
- Tarquinio Jacometti (Recanati - Recanati)
- Jacopo della Quercia (Siena, 1374 - Siena, 1438)
- Michele La Spina (Acireale, 1849 - Róma, 1943)

## L
- Francesco Ladatte (Torino, 1706 - Torino, 1787)
- Francesco Laurana (Laurana, 1430 - Avignone, 1502)
- Vittorio Lavezzari (Genova, 1864 - 1938)
- Amedeo Lavy (Torino, 1777 - Torino, 1864)
- Leoncillo Leonardi (Spoleto, 1915 - Róma, 1968)
- Antonio Lombardo (Solari) (Padova, 1458 - Velence, 1516)
- Pietro Lombardo (Carona - Velence, † 1515)
- Tullio Lombardo (Velence, 1455 - Velence, 1532)
- Giuseppe Antonio Lonis (Senorbì, 1720 - Cagliari, 1805)
- Beppino Lorenzet (Mel, 1955–)

## M
- Giovanni Battista Maini (Cassano Magnago, 1690 - Róma, 1752)
- Giacomo Manzù (Bergamo, 1908 - Róma, 1991)
- Pompeo Marchesi (Saltrio, 1783 - Milánó, 1858)
- Camillo Mariani (Vicenza, 1567 - Róma, 1611)
- Marino Marini (Pistoia, 1901 - Viareggio, 1980)
- Gaetano Martinez (Galatina, 1892 - Róma, 1951)
- Francesco Messina (Linguaglossa, 1900 - Milánó, 1995)
- Michelozzo (Firenze, 1396 - Firenze, 1472)
- Giulio Monteverde (Bistagno, 1837 - Róma, 1917)
- Giovanni Angelo Montorsoli (Firenze, 1507 - 1563)
- Rino Mordacci (La Spezia, 1912 - Genova, 2007)

## N
- Michelangelo Naccherino (Firenze, 1550 - 1622)
- Luigi Navone (Genova, 1910 - 1983)
- Giancarlo Neri (Nápoly, 1955–)

## P
- Camillo Pacetti (Róma, 1758 - Milánó, 1826)
- Mario Pais de Libera (Auronzo di Cadore, 1920–)
- Lazzaro Palazzi (Varese - Milánó, † 1507)
- Enrico Pancera (Caravaggio, 1882 - Milánó, 1971)
- Andrea Pisano (Pontedera, 1290 - Orvieto, 1348)
- Giovanni Pisano (Pisa, 1248 - Siena, 1315)
- Nicola Pisano (1215–1278)
- Arnaldo Pomodoro (Morciano di Romagna, 1926–)
- Giò Pomodoro (Orciano di Pesaro, 1930 - Milánó, 2002)
- Gian Giacomo Dolcebuono (Lugano - Milánó, † 1504)
- Raffaello da Montelupo (Montelupo Fiorentino, 1505 - Orvieto, 1566)

## R
- Antonio Ranocchia (Marsciano, 1915 - Perugia, 1989)
- Giovanni Rapetti (Villa del Foro, 1922–)
- Domenico Razeti (Genova, 1870 - 1926)
- Gianni Remuzzi (Bergamo, 1894 - Bergamo, 1951)
- Luca della Robbia (Firenze, 1400 - Firenze, 1481)
- Niccolò Roccatagliata (Genova - Velence)
- Giacomo Rodari (Maroggia - Como)
- Tommaso Rodari (Maroggia, 1460 - Como, 1525)
- Romano Romanelli (Firenze, 1882 - Firenze, 1969)
- Antonio Rossellino (Settignano, 1427 - Firenze)
- Medardo Rosso (Torino, 1858 - Milánó, 1928)
- Benedetto da Rovezzano (Firenze, 1474 - 1552)
- Camillo Rusconi (Milánó, 1658 - Róma, 1728)
- Giovan Francesco Rustici (Firenze, 1474 - Tours, 1554)

## S
- Francesco da Sangallo (1494–1576)
- Giuseppe Sanmartino (Nápoly, 1720 - Nápoly, 1793)
- Pietro Sarnicola (Pollica, 1672 - Pollica, 1742)
- Pinuccio Sciola (San Sperate, n. 1942 – 2016)
- Vincenzo Scrivo (Serra San Bruno)
- Sebastiano Sebastiani (Camerino - Recanati, † 1626)
- Giacomo Serpotta (Palermo, 1656 - Palermo, 1732)
- Desiderio da Settignano (Settignano - Firenze, † 1464)
- Edgardo Simone (Brindisi, 1890 - Hollywood, 1948)
- Andrea I Solari (Carona - Milánó)
- Guiniforte Solari (Carona - Milánó)
- Cristoforo Solari (1460–1527)
- Filippo Solari (Carona - Milánó)
- Francesco Solari (Carona - Milánó, † 1469)
- Marco Solari (Carona - Milánó, † 1405)
- Pietro Antonio Solari (Carona - Moszkva, † 1493)
- Francesco Somaini (Lomazzo, 1926 - Como, 2005)
- Giovanni Spertini (Pavia, 1821 - Milánó, 1895)
- Innocenzo Spinazzi (1726–1798)

## T
- Ferdinando Tacca (Firenze, 1619 - 1686)
- Pietro Tacca (Carrara, 1577 - Firenze, 1640)
- Adamo Tadolini (Bologna, 1788 - Róma, 1868)
- Francesco Talenti (1300 - Firenze, 1369)
- Pietro Tenerani (Carrara, 1789 - Róma, 1869)
- Francesco Terilli (Feltre)
- Paolo Troubetzkoy (Intra di Verbania, 1866 - Pallanza di Verbania, 1938)

## U
- Antonio Ugo (Palermo, 1870 - Palermo, 1950)

## V
- Flaminio Vacchi (Caravaggio, 1538 - Róma, 1605)
- Tibuzio Vergelli (Camerino, 1551 - Recanati, 1609)
- Andrea del Verrocchio (Firenze, 1434 - Velence, 1488)
- Alberto Viani (Quistello, 1906 - Velence, 1989)
- Alessandro Vittoria (Trento, 1525 - Velence, 1608)

## W
- Adolfo Wildt (Milánó, 1868 - Milánó, 1931)

## X
- Ettore Ximenes (Palermo, 1855 - Róma, 1926)

## Z
- Luigi Zandomeneghi (Colognola, 1778 - Velence, 1850)
- Gregorio Zappalà (Siracusa, 1823 - Messina, 1908)